# ملفين ر. براون
ملفين ر. براون (بالإنجليزية: Melvin R. Brown)‏ هو سياسي أمريكي، ولد في 15 فبراير 1938 في هنيفر في الولايات المتحدة. حزبياً، نشط في الحزب الجمهوري. وقد انتخب عضو مجلس نواب ولاية يوتا.